# John Sinclair (musicista)
John Sinclair (Wembley, 12 aprile 1952) è un tastierista britannico noto per essere stato membro degli Uriah Heep, nonché della band di Ozzy Osbourne.

## Biografia
Ha lavorato inoltre con artisti come Cozy Powell, The Cult. Viene anche accreditato come parte della composizione della colonna sonora appartenente al falso documentario musicale This Is Spinal Tap.
Sinclair è oggi un ipnoterapista qualificato.

## Discografia

### Solista
- 1982 - The Naz

### Uriah Heep
- 1982 - Abominog
- 1983 - Head First
- 1985 - Equator'

### Ozzy Osbourne
- 1988 - No Rest for the Wicked
- 1990 - Just Say Ozzy
- 1991 - No More Tears
- 2002 - Live at Budokan

### Savoy Brown
- 1981 - Rock 'N' Roll Warriors
- 2001 - Raw Live 'N Blue

### Babys
- 1979 - Head First

### Collaborazioni
- 1992 - The Drums Are Back - Cozy Powell